# Географија Судана
Судан се налази у североисточној Африци. Граничи се са Египтом на северу, Црвеним морем на североистоку, Еритрејом и Етиопијом на истоку, Јужним Суданом на југу, Централноафричком Републиком на југозападу, Чадом на западу и Либијом на северозападу. Судан је трећа по величини држава у Африци, после Алжира и Демократске Републике Конго. Била је највећа држава на континенту до независности Јужног Судана 2011.

## Географске регије
Северни Судан, који лежи између египатске границе и Картума, има два различита дела, пустињу и долину Нила. Источно од Нила лежи Нубијска пустиња; на западу, Либијска пустиња. Оне су сличне - камените, са пешчаним динама. У овим пустињама практично нема падавина, а у Нубијској пустињи нема оаза. На западу постоји неколико малих појила, као што је Бир ан Натрун, где подземна вода допире до површине и формира бунаре који обезбеђују воду за номаде, караване и административне патроле, иако недовољно да подрже оазе и неадекватно за насељавање становништва. Кроз пустињу протиче долина Нила, чији алувијални појас насељивог земљишта није широк  више од два километра и чија продуктивност зависи од годишњих поплава.
Западни фронт Судана обухвата регионе познате као Дарфур и Курдуфан који обухватају 850.000 квадратних километара. Традиционално, ово се сматра јединственом регионалном јединицом упркос физичким разликама. Доминантна карактеристика овог огромног подручја је одсуство трајних водотокова; стога људи и животиње морају остати на дохвату сталних бунара. Сходно томе, становништво је ретко и неравномерно распоређено. Западни Дарфур је валовита равница којом доминира вулкански масив Џабал Мара који се уздиже 900 метара изнад суданске равнице; одводњавање са Џабал Мара у равницу може да подржи насељену популацију и разне дивље животиње. Западни Дарфур је у супротности са северним и источним Дарфуром, који су полупустиње са мало воде било из повремених потока познатих као вади или из бунара који обично пресуше током зимских месеци. Северозападно од Дарфура и настављајући се у Чад налази се необична регија која се зове џизу, где спорадичне зимске кише настале из Медитерана често пружају одличну испашу у јануару или чак фебруару. Јужни регион западног Судана познат је као коз, земља пешчаних дина, који у кишној сезони има поузданије изворе воде са својим бунарима него северни. Јединствена карактеристика западног Судана је венац Нубијских планина у југоисточном Курдуфану у центру земље, конгломерат изолованих куполастих брда која се стрмо и нагло уздижу из велике суданске равнице. Многа брда су изолована и простиру се на само неколико квадратних километара, али постоји неколико великих брдских маса са унутрашњим долинама међу планинама високо изнад равнице.
Трећи посебан регион Судана су централне глиновите равнице које се протежу на исток од Нубијских планина до етиопске границе, разбијене само брдима Ингесана, и од Картума на северу до крајњих делова јужног Судана. Између река Диндар и Рахад, низак гребен се спушта са етиопских висоравни да би прекинуо бескрајни хоризонт равница, а понеко брдо истиче се оштрим рељефом. Централне глиновите равнице представљају окосницу економије Судана јер су продуктивне тамо где се насеља групишу око доступне воде. Штавише, у срцу централних глинених равница лежи гезира, земља између Плавог Нила и Белог Нила (буквално на арапском „полуострво“) где је развијен велики Пројекат Гезира. Овај пројекат обухвата узгајање памука за извоз и традиционално производи више од половине прихода Судана и извозних прихода.
Североисточно од централних глинених равница лежи источни Судан, који је подељен између пустиње и полупустиње и обухвата Бутану, делту Каш, брда Црвеног мора и обалску равницу. Бутана је валовито земљиште између Картума и Касале које пружа добру испашу за стоку, овце и козе. Источно од Ал Бутане је необична геолошка формација позната као Делта Каш. Првобитно депресија, била је испуњена песком и муљем које су донеле бујне поплаве реке Каш, стварајући делту изнад околне равнице. Протежећи се 100 километара северно од Касале, цела област коју налива Каш је богата пашњацима. Дрвеће и жбуње обезбеђују испашу камилама са севера, а земљиште богато влагом обезбеђује обиље прехрамбених усева и памука.
Северно иза Каша леже застрашујућа брда Црвеног мора. Сува, суморна и хладнија од околне земље, посебно у врелини суданског лета, протежу се на север у Египат, то је маса брда где је живот тежак и непредвидљив за издржљиве становнике Беје. Испод брда простире се обална равница Црвеног мора, која варира у ширини од око педесет шест километара на југу у близини Тавкара до око двадесет четири километра у близини египатске границе. Приморска равница је сува и неплодна. Састоји се од стена, а морска страна је богата коралним гребенима.
Судан обухвата острва која се налазе у Нилу (укључујући острво Аба, острво Бадиен, острво Саи и, на ушћу Плавог и Белог Нила, острво Тути) и у Црвеном мору (укључујући архипелаг Суакин).

## Политичка географија
Судан је подељен на 18 држава и једну област са посебним административним статусом. 
 
Као резултат Свеобухватног мировног споразума потписаног 2005. године, област Абјеј је добила посебан административни статус и након независности Јужног Судана 2011. године, сматра се да је истовремено део и Републике Судан и Републике Јужног Судана, ефективно  кондоминијум.

## Земљишта
Земљишта у држави могу се географски поделити на песковита земљишта северног и западног централног подручја, глиновита земљишта централног региона и латеритна земљишта југа. Мањег обима и одвојена, али од великог економског значаја, је група коју чине алувијална земљишта која се налазе дуж доњих токова река Белог Нила и Плавог Нила, дуж главног Нила до Нубијског језера, у делти реке Каш у области Касала и делти Бараке у области Тавкар близу Црвеног мора у држави Аш Шарки.
У пољопривредном смислу, најважнија тла су глине у централном Судану које се протежу западно од Касале и јужног Курдуфана. Позната као тла која пуцају због праксе да им се дозволи да се осуше и попуцају током сушних месеци како би повратили своју пропусност, користе се у областима Ал Гезира и Кашм ал Кирбах за узгајања са наводњавањем. Источно од Плавог Нила, велике површине се користе за кишом заливана механизована узгајања. Западно од Белог Нила, ова земљишта користе традиционални култиватори за узгој сирка, сусама, кикирикија и (у области око Нубијских планина) памука. Јужни део зоне глиненог тла лежи у широкој плавној равници горњег тока Белог Нила и његових притока, покривајући већину држава Горњи Нил и горњи Бахр ал Газал. Подложна обилним падавинама током кишне сезоне, плавна равница је поплављена четири до шест месеци — велико мочварно подручје, Суд у Јужном Судану, трајно је поплављено — а суседна подручја су поплављена један или два месеца. Уопштено говорећи, ово подручје је слабо погодно за  производњу усева, али се траве које подржава током сушних периода користе за испашу.
Пешчано земљиште у полусушним областима јужно од пустиње у државама северног Курдуфана и северног Дарфура подржава вегетацију која се користи за испашу. У јужном делу ових држава и западном делу јужног Дарфура налазе се такозвани коз пескови. Сточарство је главна делатност овог подручја, али се такође јавља и значајна количина гајења усева, углавном бисерног проса. Кикирики и сусам се узгајају као усеви за продају. Коз песак је главна област из које се добија гума арабика из сенегалске акације (локално позната као хашаб). Ово дрво брзо расте у региону, а култиватори повремено саде стабла хашаба када се земљиште укрчи.

## Хидрологија
Осим мале области у североисточном Судану, где вади испуштају спорадичне воде у Црвено море или се реке из Еритреје уливају у плитка језера која испаравају западно од брда Црвеног мора, целу земљу дренирају Нил и његове две главне притоке, Плави Нил и Бели Нил. Најдужа река на свету, Нил тече 6.737 километара од свог најудаљенијег извора у централној Африци до Средоземног мора. Значај Нила је препознат још од библијских времена; вековима је река била спас за Судан.
Плави Нил тече из етиопских висоравни да би се сусрео са Белим Нилом у Картуму. Плави Нил је мања од две реке; њен ток обично чини само једну шестину укупног. У августу, међутим, због киша у етиопској висоравни набуја Плави Нил све док не чини 90 одсто укупног тока Нила. Судан је изградио неколико брана за регулисање тока реке, укључујући брану Росеирес, око 100 километара од етиопске границе и највећу, 40 метара високу брану Синар, изграђену 1925. у Синару. Две главне притоке Плавог Нила, Диндар и Рахад, имају извориште у етиопској висоравни и испуштају воду у Плави Нил само током летње сезоне великих вода. У остатку године њихов ток се своди на базене у пешчаним коритима река.
Бели Нил тече из централне Африке, одводњавајући језеро Викторија и планинске регионе Уганде, Руанде и Бурундија. Јужно од Картума, Британци су 1937. године изградили брану Џабал ал Авлија да би ускладиштили воду Белог Нила, а затим је испустили у јесен када ток Плавог Нила ослаби. Међутим, много воде из акумулације је преусмерено за пројекте наводњавања у централном Судану, а велики део остатка испари. До сада су наслаге муља смањиле укупан проток.
Северно од Картума, Нил тече кроз пустињу у великом облику слова S да би се излио у Насерово језеро иза Асуанске бране у Египту. Река полако тече иза Картума, мало пада у надморској висини, иако пет катаракта омета речни транспорт у време ниске воде. Река Атбара(х), која тече из Етиопије, једина је притока северно од Картума, а њене воде стижу до Нила само шест месеци између јула и децембра. Током остатка године, корито Атбараха је суво, осим неколико базена и бара.

## Клима
Иако Судан лежи у тропима, клима се креће од хиперсушне на северу до тропске влажне и суве на крајњем југозападу. Температуре се не разликују много у зависности од сезоне на било којој локацији; најзначајније климатске варијабиле су падавине и дужина влажне и сушне сезоне. Варијације у дужини влажне и сушне сезоне зависе од тога који од два ваздушна тока преовлађује: суви северни ветрови из Сахаре и Арапског полуострва или влажни југозападни ветрови из слива реке Конго и југоисточни ветрови из Индијског океана.
Од јануара до марта земља је под утицајем сувих ветрова са североистока. У целој земљи има минималних падавина, осим у малој области у северозападном Судану где ветрови прелазе преко Средоземног мора доносећи повремено слабе кише. Почетком априла, влажни југозападни ветрови стижу до јужног Судана, доносећи обилне кише и грмљавине. До јула, влажан ваздух стиже до Картума, а у августу се протеже до својих уобичајених северних граница око Абу Хамада, иако у неким годинама влажан ваздух стигже и до границе са Египтом. У септембру суви североисточњаци почињу да јачају и иду ка југу, а до краја децембра захватају целу земљу. Картум има тромесечну кишну сезону (јул–септембар) са просечном годишњом количином падавина од 161 мм; Атбара у августу прима пљускове који производе годишњи просек од само 74 мм милиметра.
У неким годинама, долазак југозападњака и њихова киша у централни Судан могу бити одложени, или уопште не долазе. Ако се то догоди, следе суша и глад. У деценијама 1970-их и 1980-их југозападњак је често изостајао, са катастрофалним резултатима за народ и економију Судана.
Температуре су највише на крају сушне сезоне када им небо без облака и сув ваздух омогућавају да се повећају. Далеки југ, међутим, са само кратком сушном сезоном, има уједначено високе температуре током целе године. У Картуму су најтоплији месеци мај и јун, када је просечна температура 41 °C, а температуре могу достићи и 48 °C. Северни Судан, са кратком кишном сезоном, има веома високе дневне температуре током целе године, осим зимских месеци на северозападу где има падавина у јануару и фебруару. Услови у планинским областима су генерално хладнији, а вруће дневне температуре током сушне сезоне широм централног и северног Судана брзо падају након заласка сунца. Најниже вредности у Картуму у просеку су 15 °C у јануару и падају на чак 6 °C након проласка хладног фронта зими.
Хабуб, жестока олуја прашине, може се појавити у централном Судану када први пут стигне влажни југозападни ток (од маја до јула). Влажан, нестабилан ваздух ствара грмљавину у послеподневној врућини. Почетни ток ваздуха из олује која се приближава ствара огроман жути/црвени зид од песка и глине који може привремено да смањи видљивост на нулу.

Пустињски региони у централном и северном Судану су међу најсушнијим и најсунчанијим местима на Земљи: трајање сунчеве светлости је увек непрекидно током целе године и пење се до изнад 4.000 часова у најбољим случајевима, или око 91% времена, а небо је све време без облака. Области око Вади Халфе и дуж египатске границе могу лако да прођу много година или много деценија без икаквих падавина. Они су такође међу најтоплијим местима током летњег и "зимског времена": просечне високе температуре рутински прелазе 40 °C четири до скоро шест месеци годишње да би се достигао максимум од око 45 °C на неким местима и просечне високе температуре остају изнад 24 °C у најсевернијем региону и изнад 30 °C на местима као што су Атбара или Мероз.
| Клима Khartoum (1971–2000)                                                          | Клима Khartoum (1971–2000) | Клима Khartoum (1971–2000) | Клима Khartoum (1971–2000) | Клима Khartoum (1971–2000) | Клима Khartoum (1971–2000) | Клима Khartoum (1971–2000) | Клима Khartoum (1971–2000) | Клима Khartoum (1971–2000) | Клима Khartoum (1971–2000) | Клима Khartoum (1971–2000) | Клима Khartoum (1971–2000) | Клима Khartoum (1971–2000) | Клима Khartoum (1971–2000) |
| Показатељ \ Месец                                                                   | .Јан.                      | .Феб.                      | .Мар.                      | .Апр.                      | .Мај.                      | .Јун.                      | .Јул.                      | .Авг.                      | .Сеп.                      | .Окт.                      | .Нов.                      | .Дец.                      | .Год.                      |
| ----------------------------------------------------------------------------------- | -------------------------- | -------------------------- | -------------------------- | -------------------------- | -------------------------- | -------------------------- | -------------------------- | -------------------------- | -------------------------- | -------------------------- | -------------------------- | -------------------------- | -------------------------- |
| Апсолутни максимум, °C (°F)                                                         | 39,7 (103,5)               | 42,5 (108,5)               | 45,2 (113,4)               | 46,2 (115,2)               | 46,8 (116,2)               | 46,3 (115,3)               | 44,5 (112,1)               | 43,5 (110,3)               | 44,0 (111,2)               | 43,0 (109,4)               | 41,0 (105,8)               | 39,0 (102,2)               | 46,8 (116,2)               |
| Максимум, °C (°F)                                                                   | 30,7 (87,3)                | 32,6 (90,7)                | 36,5 (97,7)                | 40,4 (104,7)               | 41,9 (107,4)               | 41,3 (106,3)               | 38,5 (101,3)               | 37,6 (99,7)                | 38,7 (101,7)               | 39,3 (102,7)               | 35,2 (95,4)                | 31,7 (89,1)                | 37,03 (98,67)              |
| Просек, °C (°F)                                                                     | 23,2 (73,8)                | 25,0 (77)                  | 28,7 (83,7)                | 31,9 (89,4)                | 34,5 (94,1)                | 34,3 (93,7)                | 32,1 (89,8)                | 31,5 (88,7)                | 32,5 (90,5)                | 32,4 (90,3)                | 28,1 (82,6)                | 24,5 (76,1)                | 29,89 (85,81)              |
| Минимум, °C (°F)                                                                    | 15,6 (60,1)                | 16,8 (62,2)                | 20,3 (68,5)                | 24,1 (75,4)                | 27,3 (81,1)                | 27,6 (81,7)                | 26,2 (79,2)                | 25,6 (78,1)                | 26,3 (79,3)                | 25,9 (78,6)                | 21,0 (69,8)                | 17,0 (62,6)                | 22,81 (73,05)              |
| Апсолутни минимум, °C (°F)                                                          | 8,0 (46,4)                 | 8,6 (47,5)                 | 12,6 (54,7)                | 12,7 (54,9)                | 18,5 (65,3)                | 20,2 (68,4)                | 17,8 (64)                  | 18,0 (64,4)                | 17,7 (63,9)                | 17,5 (63,5)                | 11,0 (51,8)                | 6,2 (43,2)                 | 6,2 (43,2)                 |
| Количина падавина, mm (in)                                                          | 0,0 (0)                    | 0,0 (0)                    | 0,1 (0,004)                | 0,0 (0)                    | 3,9 (0,154)                | 4,2 (0,165)                | 29,6 (1,165)               | 48,3 (1,902)               | 26,7 (1,051)               | 7,8 (0,307)                | 0,7 (0,028)                | 0,0 (0)                    | 121,3 (4,776)              |
| Дани са падавинама (≥ 0.1 mm)                                                       | 0,0                        | 0,0                        | 0,1                        | 0,0                        | 0,9                        | 0,9                        | 4,0                        | 4,2                        | 3,4                        | 1,2                        | 0,0                        | 0,0                        | 14,7                       |
| Релативна влажност, %                                                               | 27                         | 22                         | 17                         | 16                         | 19                         | 28                         | 43                         | 49                         | 40                         | 28                         | 27                         | 30                         | 28,8                       |
| Сунчани сати — месечни просек                                                       | 316,2                      | 296,6                      | 316,2                      | 318,0                      | 310,0                      | 279,0                      | 269,7                      | 272,8                      | 273,0                      | 306,9                      | 303,0                      | 319,3                      | 3.580,7                    |
| Сунчани сати — дневни просек                                                        | 10,2                       | 10,5                       | 10,2                       | 10,6                       | 10,0                       | 9,3                        | 8,7                        | 8,8                        | 8,1                        | 9,9                        | 10,1                       | 10,3                       | 9,73                       |
| Извор #1: World Meteorological Organisation, NOAA (extremes and humidity 1961–1990) |                            |                            |                            |                            |                            |                            |                            |                            |                            |                            |                            |                            |                            |
| Извор #2: Deutscher Wetterdienst (sun, 1961–1990)                                   |                            |                            |                            |                            |                            |                            |                            |                            |                            |                            |                            |                            |                            |

## Еколошки проблеми
Судан се суочава са озбиљним еколошким проблемима, који се углавном односе на доступност воде или  распологање водом. Међу њима су дезертификација, деградација земљишта и крчење шума. Дезертификација, померање границе између пустиње и полупустиње према југу, дешавало се процењеном стопом од 50 до 200 километара откако су 1930-их година почеле да се бележе падавине и вегетација. Тај утицај је био најуочљивији у Северном Дарфуру и Северном Курдуфану. Дезертификација ће вероватно наставити да напредује ка југу због смањења падавина и довешће до континуираног губитка продуктивног земљишта. Пољопривреда, посебно лоше планирана и вођена механизована пољопривреда, довела је до деградације земљишта, загађења воде и повезаних проблема. Деградација земљишта је такође резултат експлозивног раста величине сточних стада од 1960-их, који је преоптеретио пашњаке. Крчење шума се дешава алармантном брзином. Судан би у целини могао да изгуби скоро 12 процената свог шумског покривача између 1990. и 2005. године, или око 8,8 милиона хектара, што је губитак првенствено због губитка земљишта и енергетских потреба.
Суданске еколошке проблеме отежавају дуге године ратовања и резултујући кампови за велики број интерно расељених људи, који претражују околно земљиште у потрази за водом, горивом и храном. Стручњаци Уједињених нација (УН) предвиђају да ће до ерозије речне обале и губитка плодног муља доћи због садашњег амбициозног суданског програма изградње брана на Нилу и његовим притокама. У урбаним областима, брз и неконтролисан прилив становништва у Картум и друге градове и места и општи недостатак објеката за управљање чврстим отпадом и канализацијом су међу главним проблемима животне средине.

## Површина и коришћење земљишта
Судан има површину земљишта од 1.731.671 км² и укупну површину од 1.861.484 км². Приближно се наводњава 18.900 км² (2012).

## Границе земљишта
Дужина граница Судана је 6.819 км. Пограничне земље су: Централноафричка Република (174 км), Чад (1.403 км), Египат (1.276 км), Еритреја (682 км), Етиопија (744 км), Либија (382 км) и Јужни Судан (2.158 км).

## Природни ресурси
Нафта је главни природни ресурс Судана. Земља такође има значајна налазишта руде хрома, бакра, гвожђа, лискуна, сребра, злата, волфрама и цинка.
Нил је доминантна географска карактеристика Судана, тече 3.000 километара од Уганде на југу до Египта на северу. Већина земље лежи у њеном сливном басену. Плави Нил и Бели Нил, који потичу из етиопских висоравни и централноафричких језера, спајају се у Картуму и формирају праву реку Нил која тече у Египат. Друге велике притоке Нила су реке Бахр ел Газал, Собат и Атбара.